# Europese auto in 2016
Dit artikel geeft een overzicht van alle Europese personenwagens die in 2016 op de markt kwamen. De auto's staan alfabetisch gerangschikt per merk.
| Abarth |                  | concern:                                                                                    | Fiat Chrysler Automobiles Italië, Verenigde Staten |
| Abarth | divisie:         |                                                                                             |                                                    |
| Abarth | merk:            | Abarth Italië                                                                               |                                                    |
| Abarth | model:           | 124 Spider roadster (sportieve variant van de Fiat 124 Spider; in Japan gebouwd door Mazda) |                                                    |
| Abarth | einde productie: | 2019                                                                                        |                                                    |
| Abarth | productieaantal: | ?                                                                                           |                                                    |

| Alfa Romeo |                  | concern:                 | Fiat Chrysler Automobiles Italië, Verenigde Staten |
| Alfa Romeo | divisie:         |                          |                                                    |
| Alfa Romeo | merk:            | Alfa Romeo Italië        |                                                    |
| Alfa Romeo | model:           | Giulia                   |                                                    |
| Alfa Romeo | einde productie: | ?                        |                                                    |
| Alfa Romeo | productieaantal: | ca. 160.000 (tegen 2023) |                                                    |

| Aston Martin |                  | concern:                         | onafhankelijk |
| Aston Martin | divisie:         |                                  |               |
| Aston Martin | merk:            | Aston Martin Verenigd Koninkrijk |               |
| Aston Martin | model:           | DB11 V12 (V8 vanaf 2017)         |               |
| Aston Martin | einde productie: | 2018 (V12), 2023 (V8)            |               |
| Aston Martin | productieaantal: | ?                                |               |

| Audi |                  | concern: | Volkswagen Duitsland |
| Audi | divisie:         | |                      |
| Audi | merk:            | Audi Duitsland |                      |
| Audi | model:           | S4 sedan / Avant stationwagen (6e generatie; sportieve variant van de A4) A4 allroad quattro crossover-stationwagen (2e generatie; offroadvariant van de 5e generatie A4 Avant) |                      |
| Audi | einde productie: | 2020 (S4), 2024 (allroad quattro) |                      |
| Audi | productieaantal: | ? |                      |

| Audi |                  | concern:                     | Volkswagen Duitsland |
| Audi | divisie:         |                              |                      |
| Audi | merk:            | Audi Duitsland               |                      |
| Audi | model:           | A5 / S5 coupé (2e generatie) |                      |
| Audi | einde productie: | 2024                         |                      |
| Audi | productieaantal: | ?                            |                      |

| Audi |                  | concern:       | Volkswagen Duitsland |
| Audi | divisie:         |                |                      |
| Audi | merk:            | Audi Duitsland |                      |
| Audi | model:           | Q2             |                      |
| Audi | einde productie: | 2025           |                      |
| Audi | productieaantal: | ?              |                      |

| Audi |                  | concern:                                                                         | Volkswagen Duitsland |
| Audi | divisie:         |                                                                                  |                      |
| Audi | merk:            | Audi Duitsland                                                                   |                      |
| Audi | model:           | TT RS coupé / Roadster (2e generatie; krachtiger variant van de 3e generatie TT) |                      |
| Audi | einde productie: | 2023                                                                             |                      |
| Audi | productieaantal: | ?                                                                                |                      |

| Audi |                  | concern:                            | Volkswagen Duitsland |
| Audi | divisie:         |                                     |                      |
| Audi | merk:            | Audi Duitsland                      |                      |
| Audi | model:           | R8 Spyder (cabriolet; 2e generatie) |                      |
| Audi | einde productie: | 2024                                |                      |
| Audi | productieaantal: | ca. 16.000 (incl. coupé)            |                      |

| Bentley |                  | concern:                    | Volkswagen Duitsland |
| Bentley | divisie:         |                             |                      |
| Bentley | merk:            | Bentley Verenigd Koninkrijk |                      |
| Bentley | model:           | Bentayga                    |                      |
| Bentley | einde productie: | ?                           |                      |
| Bentley | productieaantal: | ?                           |                      |

| BMW |                  | concern:                                                       | onafhankelijk |
| BMW | divisie:         |                                                                |               |
| BMW | merk:            | BMW Duitsland                                                  |               |
| BMW | model:           | M2 Coupé (F87; 1e generatie; sportieve variant van de 2-serie) |               |
| BMW | einde productie: | 2021                                                           |               |
| BMW | productieaantal: | ca. 60.000                                                     |               |

| Bugatti |                  | concern:          | Volkswagen AG Duitsland |
| Bugatti | divisie:         |                   |                         |
| Bugatti | merk:            | Bugatti Frankrijk |                         |
| Bugatti | model:           | Chiron            |                         |
| Bugatti | einde productie: | 2024              |                         |
| Bugatti | productieaantal: | 500               |                         |

| Citroën |                  | concern:                                      | Groupe PSA Frankrijk |
| Citroën | divisie:         |                                               |                      |
| Citroën | merk:            | Citroën Frankrijk                             |                      |
| Citroën | model:           | e-Méhari (gebaseerd op de Bolloré Bluesummer) |                      |
| Citroën | einde productie: | 2019                                          |                      |
| Citroën | productieaantal: | 1475                                          |                      |

| Citroën Peugeot |                  | concern: | Groupe PSA Frankrijk |
| Citroën Peugeot | divisie:         | |                      |
| Citroën Peugeot | merk:            | Citroën en Peugeot Frankrijk |                      |
| Citroën Peugeot | model:           | SpaceTourer mpv (Citroën; passagiersvariant van de 3e generatie Jumpy; elektrische ë-SpaceTourer vanaf 2020; ook gelijk aan de Toyota Proace Verso, Opel Zafira Life vanaf 2019 en Fiat Ulysse vanaf 2022) Traveler mpv (variant van Peugeot; de bestelwagenvariant heet Expert) |                      |
| Citroën Peugeot | einde productie: | ? |                      |
| Citroën Peugeot | productieaantal: | 52.772 SpaceTourer en 54.825 Traveler (verkocht in Europa t/m 2022) |                      |

| Ferrari |                  | concern:       | onafhankelijk |
| Ferrari | divisie:         |                |               |
| Ferrari | merk:            | Ferrari Italië |               |
| Ferrari | model:           | GTC4Lusso      |               |
| Ferrari | einde productie: | 2020           |               |
| Ferrari | productieaantal: | ca. 2500       |               |

| Ferrari |                  | concern:                                                            | onafhankelijk |
| Ferrari | divisie:         |                                                                     |               |
| Ferrari | merk:            | Ferrari Italië                                                      |               |
| Ferrari | model:           | LaFerrari Aperta cabriolet-sportwagen (volgde de coupé uit 2013 op) |               |
| Ferrari | einde productie: | 2017                                                                |               |
| Ferrari | productieaantal: | 210                                                                 |               |

| FIAT |                  | concern:                                                                      | Fiat Chrysler Automobiles Italië, Verenigde Staten |
| FIAT | divisie:         |                                                                               |                                                    |
| FIAT | merk:            | FIAT Italië                                                                   |                                                    |
| FIAT | model:           | 124 Spider roadster (gebaseerd op de Mazda MX-5; in Japan gebouwd door Mazda) |                                                    |
| FIAT | einde productie: | 2019                                                                          |                                                    |
| FIAT | productieaantal: | ruim 41.000 (verkocht in Europa en Noord-Amerika)                             |                                                    |

| FIAT |                  | concern:                                                                   | Fiat Chrysler Automobiles Italië, Verenigde Staten |
| FIAT | divisie:         |                                                                            |                                                    |
| FIAT | merk:            | FIAT Italië                                                                |                                                    |
| FIAT | model:           | Talento Combi (2e generatie; badge-engineered 3e generatie Renault Trafic) |                                                    |
| FIAT | einde productie: | 2020                                                                       |                                                    |
| FIAT | productieaantal: | ca. 125.000 (alle varianten)                                               |                                                    |

| FIAT |                  | concern:                                                 | Fiat Chrysler Automobiles Italië, Verenigde Staten |
| FIAT | divisie:         |                                                          |                                                    |
| FIAT | merk:            | FIAT Italië                                              |                                                    |
| FIAT | model:           | Fullback (badge-engineered 5e generatie Mitsubishi L200) |                                                    |
| FIAT | einde productie: | 2019                                                     |                                                    |
| FIAT | productieaantal: | ca. 22.000                                               |                                                    |

| Ford |                  | concern:                                                             | Ford Motor Company Verenigde Staten |
| Ford | divisie:         | Ford of Europe Duitsland                                             |                                     |
| Ford | merk:            | Ford Verenigde Staten                                                |                                     |
| Ford | model:           | Ka+ (3e generatie; ontworpen door Ford Brazilië en in India gebouwd) |                                     |
| Ford | einde productie: | 2020                                                                 |                                     |
| Ford | productieaantal: | 164.470 (verkocht in Europa)                                         |                                     |

| Jaguar |                  | concern:                   | Tata India |
| Jaguar | divisie:         |                            |            |
| Jaguar | merk:            | Jaguar Verenigd Koninkrijk |            |
| Jaguar | model:           | F-Pace suv                 |            |
| Jaguar | einde productie: | ?                          |            |
| Jaguar | productieaantal: | ?                          |            |

| Kia |                  | concern: | Hyundai Zuid-Korea |
| Kia | divisie:         | Kia Motors Europe Duitsland                                                                                 |                    |
| Kia | merk:            | Kia Zuid-Korea                                                                                              |                    |
| Kia | model:           | Optima Sportswagon stationwagen (afgeleid van de 4e generatie van de sedan uit 2015 voor de Europese markt) |                    |
| Kia | einde productie: | 2020 |                    |
| Kia | productieaantal: | ? |                    |

| Lamborghini |                  | concern:                                 | Volkswagen AG Duitsland |
| Lamborghini | divisie:         |                                          |                         |
| Lamborghini | merk:            | Lamborghini Italië                       |                         |
| Lamborghini | model:           | Centenario coupé / Roadster — sportwagen |                         |
| Lamborghini | einde productie: | 2017                                     |                         |
| Lamborghini | productieaantal: | 20 (coupé), 20 (Roadster)                |                         |

| Lamborghini |                  | concern:                                                  | Volkswagen AG Duitsland |
| Lamborghini | divisie:         |                                                           |                         |
| Lamborghini | merk:            | Lamborghini Italië                                        |                         |
| Lamborghini | model:           | Huracán Spyder cabriolet (afgeleid van de coupé uit 2014) |                         |
| Lamborghini | einde productie: | 2024                                                      |                         |
| Lamborghini | productieaantal: | ?                                                         |                         |

| Land Rover |                  | concern:                                                                 | Tata-groep India |
| Land Rover | divisie:         |                                                                          |                  |
| Land Rover | merk:            | Land Rover Verenigd Koninkrijk                                           |                  |
| Land Rover | model:           | Range Rover Evoque cabriolet (1e generatie; variant van de suv uit 2011) |                  |
| Land Rover | einde productie: | 2018                                                                     |                  |
| Land Rover | productieaantal: | ?                                                                        |                  |

| Lotus |                  | concern: | Proton Maleisië |
| Lotus | divisie:         | |                 |
| Lotus | merk:            | Lotus Verenigd Koninkrijk |                 |
| Lotus | model:           | 3-Eleven roadster (voornamelijk bedoeld voor het circuit; in 2019 werden een klein aantal verbeterde 3-Eleven 430's gebouwd) |                 |
| Lotus | einde productie: | 2019 |                 |
| Lotus | productieaantal: | 126 (waarvan 13 3-Eleven 430)                                                                                                |                 |

| Maserati |                  | concern:                  | Fiat Chrysler Automobiles Italië, Verenigde Staten |
| Maserati | divisie:         |                           |                                                    |
| Maserati | merk:            | Maserati Italië           |                                                    |
| Maserati | model:           | Levante suv (1 generatie) |                                                    |
| Maserati | einde productie: | 31 maart 2024             |                                                    |
| Maserati | productieaantal: | ?                         |                                                    |

| Mercedes-Benz |                  | concern: | Daimler Duitsland |
| Mercedes-Benz | divisie:         | |                   |
| Mercedes-Benz | merk:            | Mercedes-Benz Duitsland                                                                                        |                   |
| Mercedes-Benz | model:           | C-Klasse cabriolet (A205; gebaseerd op de coupé uit 2015, zelf een variant van de 4e generatie sedan uit 2014) |                   |
| Mercedes-Benz | einde productie: | 2023 |                   |
| Mercedes-Benz | productieaantal: | ? |                   |

| Mercedes-Benz Mercedes-AMG |                  | concern: | Daimler Duitsland |
| Mercedes-Benz Mercedes-AMG | divisie:         | |                   |
| Mercedes-Benz Mercedes-AMG | merk:            | Mercedes-Benz, Mercedes-AMG Duitsland                                                                                                |                   |
| Mercedes-Benz Mercedes-AMG | model:           | E-Klasse sedan / T-Modell stationwagen (W213 / S213; 5e generatie) E 43 sedan / T-Modell stationwagen (krachtiger varianten van AMG) |                   |
| Mercedes-Benz Mercedes-AMG | einde productie: | 2018 (E 43), 2023 (E-Klasse) |                   |
| Mercedes-Benz Mercedes-AMG | productieaantal: | ? |                   |

| Mercedes-Benz Mercedes-AMG |                  | concern: | Daimler Duitsland |
| Mercedes-Benz Mercedes-AMG | divisie:         | |                   |
| Mercedes-Benz Mercedes-AMG | merk:            | Mercedes-Benz, Mercedes-AMG Duitsland                                                                                         |                   |
| Mercedes-Benz Mercedes-AMG | model:           | GLC Coupé suv (1e generatie; afgeleid van de suv uit 2015; de krachtiger versies werden onder het merk Mercedes-AMG verkocht) |                   |
| Mercedes-Benz Mercedes-AMG | einde productie: | 2023 |                   |
| Mercedes-Benz Mercedes-AMG | productieaantal: | ? |                   |

| Mercedes-Benz |                  | concern:                                                  | Daimler Duitsland |
| Mercedes-Benz | divisie:         |                                                           |                   |
| Mercedes-Benz | merk:            | Mercedes-Benz Duitsland                                   |                   |
| Mercedes-Benz | model:           | S-Klasse cabriolet (A217; afgeleid van de coupé uit 2014) |                   |
| Mercedes-Benz | einde productie: | 2020                                                      |                   |
| Mercedes-Benz | productieaantal: | ?                                                         |                   |

| Mercedes-Maybach |                  | concern: | Daimler Duitsland |
| Mercedes-Maybach | divisie:         | |                   |
| Mercedes-Maybach | merk:            | Mercedes-Maybach Duitsland |                   |
| Mercedes-Maybach | model:           | S-Klasse Pullman Guard verlengde gepantserde limousine (VV220; gebaseerd op de verlengde 6e generatie Mercedes-Benz S-Klasse sedan uit 2013) |                   |
| Mercedes-Maybach | einde productie: | ? |                   |
| Mercedes-Maybach | productieaantal: | ? |                   |

| Mini |                  | concern:                                                     | BMW Duitsland |
| Mini | divisie:         |                                                              |               |
| Mini | merk:            | Mini Verenigd Koninkrijk                                     |               |
| Mini | model:           | cabriolet (3e generatie; afgeleid van de hatchback uit 2014) |               |
| Mini | einde productie: | 2024                                                         |               |
| Mini | productieaantal: | ?                                                            |               |

| Noble |                  | concern:                                                                           | onafhankelijk |
| Noble | divisie:         |                                                                                    |               |
| Noble | merk:            | Noble Verenigd Koninkrijk                                                          |               |
| Noble | model:           | M600 Speedster cabriolet-sportwagen met targa-dak (afgeleid van de coupé uit 2010) |               |
| Noble | einde productie: | 2018                                                                               |               |
| Noble | productieaantal: | 2                                                                                  |               |

| Peugeot |                  | concern:                                                                                    | Groupe PSA Frankrijk |
| Peugeot | divisie:         |                                                                                             |                      |
| Peugeot | merk:            | Peugeot Frankrijk                                                                           |                      |
| Peugeot | model:           | 3008 cross-over-suv (2e generatie; in China 4008 genoemd en naast de 1e generatie verkocht) |                      |
| Peugeot | einde productie: | 6 juni 2024 (Europa)                                                                        |                      |
| Peugeot | productieaantal: | 1.388.163 (Europa); 149.502 (verkocht in China)                                             |                      |

| Porsche |                  | concern:                                                                                                  | Volkswagen AG Duitsland |
| Porsche | divisie:         | |                         |
| Porsche | merk:            | Porsche Duitsland                                                                                         |                         |
| Porsche | model:           | 718 Boxster roadster (982; 4e generatie) 718 Cayman coupé (3e generatie; gesloten variant van de Boxster) |                         |
| Porsche | einde productie: | 2025 |                         |
| Porsche | productieaantal: | ? |                         |

| Porsche |                  | concern:                                                                              | Volkswagen AG Duitsland |
| Porsche | divisie:         |                                                                                       |                         |
| Porsche | merk:            | Porsche Duitsland                                                                     |                         |
| Porsche | model:           | Panamera liftback (2e generatie)                                                      |                         |
| Porsche | einde productie: | 2023                                                                                  |                         |
| Porsche | productieaantal: | ruim 80.000 (verkocht in Europa en Noord-Amerika; inclusief de stationwagen uit 2017) |                         |

| Renault |                  | concern:                                                                               | onafhankelijk |
| Renault | divisie:         |                                                                                        |               |
| Renault | merk:            | Renault Frankrijk                                                                      |               |
| Renault | model:           | Mégane vijfdeurhatchback / Grandtour stationwagen / Sedan of GrandCoupe (4e generatie) |               |
| Renault | einde productie: | april 2024                                                                             |               |
| Renault | productieaantal: | ca. 810.000                                                                            |               |

| Renault |                  | concern:                                                    | onafhankelijk |
| Renault | divisie:         |                                                             |               |
| Renault | merk:            | Renault Frankrijk                                           |               |
| Renault | model:           | Scénic / verlengde Grand Scénic compacte mpv (4e generatie) |               |
| Renault | einde productie: | 2022 / 2023                                                 |               |
| Renault | productieaantal: | ruim 350.000                                                |               |

| Renault |                  | concern:                                                                        | onafhankelijk |
| Renault | divisie:         |                                                                                 |               |
| Renault | merk:            | Renault Frankrijk                                                               |               |
| Renault | model:           | Talisman Estate stationwagen (1 generatie; Grandtour genoemd in sommige landen) |               |
| Renault | einde productie: | februari 2022                                                                   |               |
| Renault | productieaantal: | ?                                                                               |               |

| SEAT |                  | concern:                                  | Volkswagen AG Duitsland |
| SEAT | divisie:         |                                           |                         |
| SEAT | merk:            | SEAT Spanje                               |                         |
| SEAT | model:           | Ateca cross-over-suv                      |                         |
| SEAT | einde productie: | ?                                         |                         |
| SEAT | productieaantal: | meer dan 450.000 (verkocht tot juni 2025) |                         |

| Smart |                  | concern:                                                   | Daimler Duitsland |
| Smart | divisie:         |                                                            |                   |
| Smart | merk:            | Smart Duitsland                                            |                   |
| Smart | model:           | Fortwo Cabrio (variant van de 3e generatie coupé uit 2014) |                   |
| Smart | einde productie: | maart 2024                                                 |                   |
| Smart | productieaantal: | ?                                                          |                   |

| Touring Superleggera |                  | concern:                                                                                                   | onafhankelijk |
| Touring Superleggera | divisie:         | |               |
| Touring Superleggera | merk:            | Touring Superleggera Italië                                                                                |               |
| Touring Superleggera | model:           | Alfa Romeo Disco Volante Spyder by Touring cabriolet-sportwagen (omgebouwde Alfa Romeo 8C Spider uit 2009) |               |
| Touring Superleggera | einde productie: | 2019 |               |
| Touring Superleggera | productieaantal: | 7 |               |